# 翔安大桥
翔安大橋是位於福建省廈門市北側的一座公路橋梁，于2023年1月17日正式建设通车，是厦门岛的第八条联外公路通道。
包括完成开堤建桥改造的高集海堤，厦门岛目前已有厦门大桥、海沧大桥、集美大桥、杏林大桥、翔安隧道、海沧隧道、翔安大桥等五桥二隧一堤总计八条联外公路要道。
全长12.371公里，其中跨海桥梁长约4.5公里，设计时速80公里。大桥海中桥梁墩台和钢箱梁预制装配化率100%，全线共有35个预制墩台、36节钢箱梁，均采用工厂化预制、装配式吊装。其中预制墩台采用竖向干接缝匹配预制工法，继港珠澳大桥之后中国第二座全桥预制装配化跨海大桥。3.3公里海中区桥梁采用钢管复合桩，承台、墩柱、钢箱梁工厂化预制和机械化拼装的现代装配式施工。

## 历史
2018年12月20日正式开工建设；2019年7月25日4个标段全线施工；于2019年12月开工，2022年9月12日主桥成功合龙；2023年1月17日正式通车。